# Zonska nogometna liga Brčko 1987./88.
Zonska nogometna liga Brčko je bila liga petog stupnja nogometnog prvenstva Jugoslavije u sezoni 1987./88. 
 Sudjelovalo je 14 klubova, a prvak je bila "Sloga" iz Tolise. 

## Ljestvica
| mj. | klub                   | ut. | pob. | ner. | por. | gol+ | gol- | bod |
| --- | ---------------------- | --- | ---- | ---- | ---- | ---- | ---- | --- |
| 1.  | Sloga Tolisa           | 26  | 16   | 4    | 6    | 48   | 23   | 36  |
| 2.  | Mladost Čelić          | 26  | 15   | 5    | 6    | 53   | 27   | 35  |
| 3.  | Rudar Ugljevik         | 26  | 12   | 7    | 7    | 46   | 31   | 31  |
| 4.  | Omladinac Mionica      | 26  | 10   | 6    | 10   | 42   | 41   | 26  |
| 5.  | Posavac Ugljara        | 26  | 10   | 6    | 10   | 37   | 45   | 26  |
| 6.  | Radnik Hrvatska Tišina | 26  | 12   | 1    | 13   | 47   | 32   | 25  |
| 7.  | Partizan Kostrč        | 26  | 10   | 5    | 11   | 40   | 33   | 25  |
| 8.  | Mladost Velika Obarska | 26  | 10   | 4    | 12   | 42   | 42   | 24  |
| 9.  | Mladost Lončari        | 26  | 8    | 8    | 10   | 33   | 46   | 24  |
| 10. | Graničar Brezovo Polje | 26  | 12   | 0    | 14   | 34   | 59   | 24  |
| 11. | Rahić (Gornji Rahić)   | 26  | 10   | 3    | 13   | 32   | 49   | 23  |
| 12. | Dinamo Donja Mahala    | 26  | 9    | 4    | 13   | 30   | 42   | 22  |
| 13. | Crvena zvijezda Gajevi | 26  | 8    | 6    | 12   | 34   | 47   | 22  |
| 14. | Majevica Lopare        | 26  | 8    | 5    | 13   | 36   | 43   | 21  |

- Hrvatska Tišina – danas dio Tišine

## Rezultatska križaljka
| kratica | klub                   | CRZ | DIN | GRA | MAJ | MLAČ | MLAL | MLAVO | OML | PAR | POS | RAD | RAH | RUD | SLO |
| --- | ---------------------- | --- | --- | --- | --- | ---- | ---- | ----- | --- | --- | --- | --- | --- | --- | --- |
| CRZ | Crvena zvijezda Gajevi |     |     |     |     |      |      |       |     |     |     |     |     |     |     |
| DIN | Dinamo Donja Mahala    |     |     |     |     |      |      |       |     |     |     |     |     |     |     |
| GRA | Graničar Brezovo Polje |     |     |     |     |      |      |       |     |     |     |     |     |     |     |
| MAJ | Majevica Lopare        |     |     |     |     |      |      |       |     |     |     |     |     |     |     |
| MLAČ | Mladost Čelić          |     |     |     |     |      |      |       |     |     |     |     |     |     |     |
| MLAL | Mladost Lončari        |     |     |     |     |      |      |       |     |     |     |     |     |     |     |
| MLAVO | Mladost Velika Obarska |     |     |     |     |      |      |       |     |     |     |     |     |     |     |
| OML | Omladinac Mionica      |     |     |     |     |      |      |       |     |     |     |     |     |     |     |
| PAR | Partizan Kostrč        |     |     |     |     |      |      |       |     |     |     |     |     |     |     |
| POS | Posavac Ugljara        |     |     |     |     |      |      |       |     |     |     |     |     |     |     |
| RAD | Radnik Hrvatska Tišina |     |     |     |     |      |      |       |     |     |     |     |     |     |     |
| RAH | Rahić (Gornji Rahić)   |     |     |     |     |      |      |       |     |     |     |     |     |     |     |
| RUD | Rudar Ugljevik         |     |     |     |     |      |      |       |     |     |     |     |     |     |     |
| SLO | Sloga Tolisa           |     |     |     |     |      |      |       |     |     |     |     |     |     |     |
| |                        |     |     |     |     |      |      |       |     |     |     |     |     |     |     |
| podebljan rezultat - utakmice od 1. do 13. kola (1. utakmica između klubova) rezultat normalne debljine - utakmice od 14. do 26. kola (2. utakmica između klubova) rezultat nakošen - nije vidljiv redoslijed odigravanja međusobnih utakmica iz dostupnih izvora rezultat nakošen i smanjen * - iz dostupnih izvora nije uočljiv domaćin susreta prekrižen rezultat - poništena ili brisana utakmica p - utakmica prekinuta 3:0 p.f. / 0:3 p.f. - rezultat 3:0 bez borbe n.i. - nije igrano |                        |     |     |     |     |      |      |       |     |     |     |     |     |     |     |

 Izvori: 